# Tachigali venusta
Tachigali venusta är en ärtväxtart som beskrevs av John Duncan Dwyer. Tachigali venusta ingår i släktet Tachigali och familjen ärtväxter. Inga underarter finns listade i Catalogue of Life.